# William E. Ward

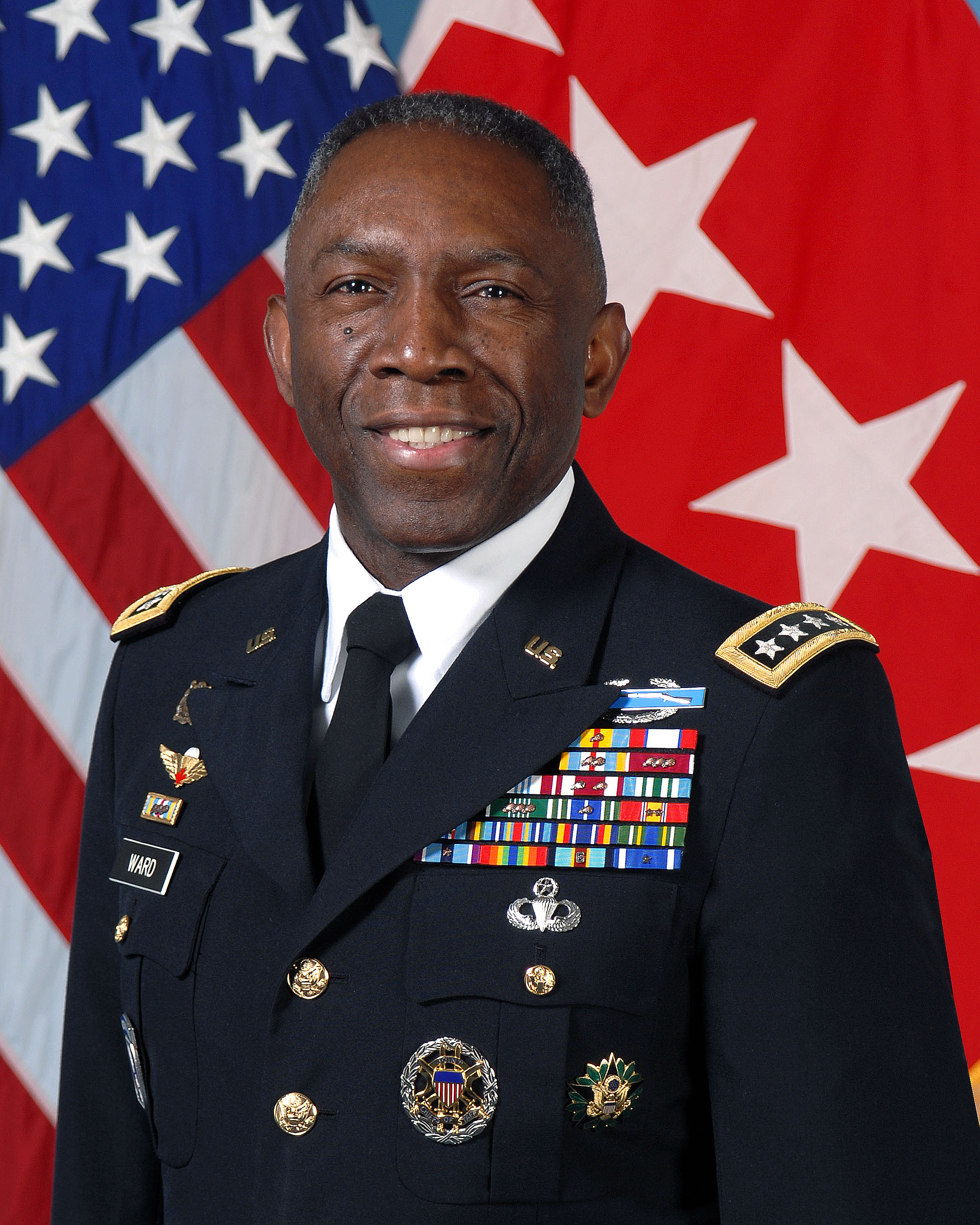
William E. Ward

William E. „Kip“ Ward (* 6. März 1949) ist ein ehemaliger General der US Army. Von 2007 bis 2011 war er der erste Kommandeur des US Africa Command.

## Militärische Laufbahn
Ward erhielt am 6. Juni 1971 sein Offizierspatent als Second Lieutenant der Infanterie. Er absolvierte die Infanteriegrundausbildung für Offiziere, sowie den Fortgeschrittenenkurs, das Command and General Staff College, sowie das US Army War College. Er hat einen Master of Arts in Politikwissenschaft der Pennsylvania State University und einen Bachelor of Arts, ebenfalls in Politikwissenschaft, der Morgan State University. Seine Auslandsverwendungen schließen Südkorea, Ägypten, Somalia, Bosnien und Herzegowina, Israel und Deutschland ein. Zudem hat er eine Reihe von Verwendungen in den kontinentalen Vereinigten Staaten sowie in Alaska und Hawaii.
Seine Truppenverwendungen waren als: Zugführer eines Platoons, 3. Bataillon, 325. US-Infanterieregiment der 82. US-Luftlandedivision in Fort Bragg, North Carolina; Kompaniechef im 1. Bataillon, 17. US-Infanterieregiment der 2. US-Infanteriedivision in Camp Howze, Südkorea; Logistikoffizier (S-4) der 210. US-Feldartilleriebrigade, VII. US-Korps der 7. US-Armee in Deutschland; Kommandeur des 5. Bataillons, 9. US-Infanterieregiment, 2. Brigade der 6. US-Infanteriedivision in Fort Wainwright, Alaska (danach diente er dann als Logistikoffizier (G-4) der Brigade); Kommandeur der 2. Brigade der 10. US-Gebirgsjägerdivision in Fort Drum, New York und 1992/93 während der Operation Restore Hope in Mogadischu, Somalia; assistierender Divisionskommandeur für Versorgung der 82. US-Luftlandedivision in Fort Bragg. Von 1999 bis 2000 war Ward als Kommandierender General der 25. US-Infanteriedivision und der US Army Hawaii in den Schofield Barracks auf Hawaii eingesetzt. Vom Oktober 2002 bis zum Oktober 2003 übernahm er das Kommando der SFOR in Sarajewo. Dann übernahm er den Posten des Stabschefs und stellvertretenden Kommandeurs der 7. US-Armee. In dieser Verwendung wurde er vom März bis Dezember 2005 von US-Außenministerin Condoleezza Rice als US-Sicherheitskoordinator Israel-Palästinensische Autonomiebehörde in Israel eingesetzt. Am 3. Mai 2006 übernahm Ward dann den Posten des stellvertretenden Kommandeurs des US European Command und wurde damit der Stellvertreter von General Bantz J. Craddock.
Seine Stabsverwendungen waren als: Erster Offizier der US Army Military Community Activity – Aschaffenburg in der 7. US-Armee in Deutschland; Erster Offizier des 1. Bataillons, 7. US-Infanterieregiment, 3. US-Infanteriedivision der 7. US-Armee; Stabsoffizier für Logistik im Büro des stellvertretenden Stabschefs für Logistik der US Army in Washington, D.C.; Erster Offizier des stellvertretenden Chief of Staff of the Army im Verteidigungsministerium; stellvertretender Direktor für Operationen (J-3) im National Military Command Center des Joint Staff ebenfalls in Washington (D.C.); Chef des Büros für militärische Zusammenarbeit in der US-Botschaft in Ägypten; und Vizedirektor für Operationen (J-3) des Joint Staff. Vom 3. Mai 2006 bis Ende September 2007 übernahm er den Posten stellvertretenden Kommandeurs des US European Command und war damit der Stellvertreter von Bantz J. Craddock.
Am 28. September 2007 wurde Wards Nominierung für den Posten des Kommandeurs des US Africa Command (USAFRICOM) vom Senate Armed Services Committee des US-Senats bestätigt. Daher übernahm Ward am 1. Oktober als Erster den Posten des Kommandeurs des neuen Regionalkommandos für Afrika. Am 8. März 2011 ging General Ward in den Ruhestand, sein Nachfolger als Kommandeur des US Africa Command wurde General Carter F. Ham.
Im November 2012 wurde Ward wegen Verwendung öffentlicher Gelder für Privatreisen zum Drei-Sterne-General (Lieutenant General) degradiert und zu einer Erstattung verurteilt.
Ward ist mit Joyce Ward verheiratet und hat einen Sohn sowie eine Tochter.

## Auszeichnungen
Auswahl der Dekorationen, sortiert in Anlehnung der Order of Precedence of the Military Awards:
- Defense Distinguished Service Medal (3 ×)
- Army Distinguished Service Medal (2 ×)
- Defense Superior Service Medal (3 ×)
- Legion of Merit (4 ×)
- Defense Meritorious Service Medal
- Meritorious Service Medal (7 ×)
- Joint Service Commendation Medal
- Army Commendation Medal (4 ×)
- Army Achievement Medal (2 ×)